# Władysław Orkan
Władysław Orkan egentligen Franciszek Smreczyński, född 27 november 1875, död 14 maj 1930, var en polsk författare.
Władysław Orkan var verksam som lyriker, romanförfattare och dramatiker. Hans verk visar på känsla för naturen och psykologisk förståelse för den primitiva människan. Bland hans arbeten märks diktsamlingen Tidens visor (1915), romanen En modern Herkules (1915) samt dramerna Skuld och straff (1905) och Franek Rakoczy (1908).